# Campionati del mondo di ciclocross 1969
I Campionati del mondo di ciclocross 1969 si svolsero a Magstadt, in Germania Ovest, il 23 febbraio.

## Medagliere
| Pos.   | Nazione        | Oro | Argento | Bronzo | Totale |
| ------ | -------------- | --- | ------- | ------ | ------ |
| 1      | Belgio         | 2   | 1       | 1      | 4      |
| 2      | Germania Ovest | 0   | 1       | 0      | 1      |
| 3      | Italia         | 0   | 0       | 1      | 1      |
| Totale | Totale         | 2   | 2       | 2      | 6      |

## Sommario degli eventi
| Eventi                  | Oro                      | Tempo    | Argento                       | Tempo   | Bronzo                 | Tempo   |
| Uomini                  |                          |          |                               |         |                        |         |
| Professionisti dettagli | Eric De Vlaeminck Belgio | 1:17'32" | Rolf Wolfshohl Germania Ovest | a 1'32" | Renato Longo Italia    | a 2'25" |
| Dilettanti dettagli     | René De Clercq Belgio    | 1:09'36" | Roger De Vlaeminck Belgio     | a 32"   | Robert Vermeire Belgio | a 56"   |